# Світлий Жарколь
Світлий Жарко́ль (каз. Ақжаркөл) — село у складі Костанайського району Костанайської області Казахстану. Входить до складу Московського сільського округу.
Населення — 120 осіб (2021; 295 у 2009, 390 у 1999, 457 у 1989).